# Nicholas Braun
Nicholas Joseph Braun (ur. 1 maja 1988 na Long Island) – amerykański aktor. Występował w roli Zeke’a Thompsona w filmie Tajmiaki i w roli Eda w filmie Program ochrony księżniczek.

## Życiorys
Urodził się na Long Island w stanie Nowy Jork jako syn Elizabeth Lyle i aktora Craiga Allena Brauna. Jego rodzina miała pochodzenie niemieckie, angielskie, szkockie, holenderskie i francuskie. Wychowywał się z młodszym bratem Christopherem „Chrisem” Deyo. Kiedy miał pięć lat, jego rodzice rozwiedli się. Z drugiego związku ojca ma dwóch braci przyrodnich – Tima i Guillaumea. Uczęszczał do college’u. Jego matka przeprowadziła się z Los Angeles do Connecticut, z którym był związany od dzieciństwa.
Po raz pierwszy trafił na mały ekran w roli 12–letniego Henry’ego, który wraz z ojcem Walterem (John Larroquette) stworzył duet nowojorskich ulicznych muzyków żyjących w ubóstwie na pustej parceli na Brooklynie w dramacie telewizyjnym Hallmark Channel Walter i Henry (Walter and Henry, 2001) w reżyserii Daniela Petriego. Jego debitem kinowym była rola w komedii Walt Disney Pictures Sky High (2005) w reż. Mike’a Mitchella.

## Filmografia
- Walter i Henry (Walter and Henry, 2001) jako Henry
- Prawo i bezprawie (Law & Order: Special Victims Unit, 2002) jako Dzieciak (gościnnie)
- Zabierz mnie do domu (Carry Me Home, 2004) jako Zeke
- Sky High (2005) jako Zach
- Bez śladu (Without a Trace, 2006) jako Zander Marrs (gościnnie)
- Shark (2007) jako Craig (gościnnie)
- Tajmiaki (Minutemen, 2008) jako Zeke Thompson
- Dowody zbrodni (Cold Case, 2008) jako Lenny Snow '51
- Pierwszy raz (Love at First Hiccup, 2009) jako Ernie
- Tajemnica Amy (The Secret Life of the American Teenager, 2009) jako Randy (gościnnie)
- Program ochrony księżniczek (Princess Protection Program, 2009) jako Ed
- Three Rivers (2009) jako Michael
- Zakochana złośnica (10 Things I Hate About You, 2009-2010) jako Cameron James
- Legion Niezwykłych Tancerzy (The LXD: The Legion of Extraordinary Dancers, 2010) jako Cole Waters
- Brave New World (2011) jako Matt Koutnick
- Czerwony stan (Red State, 2011) jako Billy-Ray
- Na desce (Chalet Girl, 2011) jako Nigel
- Poor Paul (2008–2011) jako Clyde
- CSI: Kryminalne zagadki Las Vegas (CSI: Crime Scene Investigation, 2011) jako Neal Monroe (gościnnie)
- Bal maturalny (Prom, 2011) jako Lloyd Taylor
- Last Chance Lloyd (2011) jako Lloyd Taylor
- Friend Me (2012) jako Rob
- Straż sąsiedzka (The Watch, 2012) jako Jason
- The Perks of Being a Wallflower (2012) jako Ponytail Derek
- Gay Dude (2012)
- Get a Job (2013) jako Charlie
- Admissions (2013) jako Justin
- Chłopaki do wzięcia (Date and Switch, 2014) jako Michael

## Nagrody i nominacje
| Rok  | Nagroda                           | Kategoria                                                                           | Produkcja             | Rezultat  |
| ---- | --------------------------------- | ----------------------------------------------------------------------------------- | --------------------- | --------- |
| 2002 | Nagroda Młodych Artystów          | Najlepszy występ w filmie telewizyjnym lub serialu specjalnym – czołowy młody aktor | Walter i Henry (2001) | Nominacja |
| 2020 | Nagroda Emmy                      | Najlepszy aktor drugoplanowy w serialu dramatycznym                                 | Sukcesja (Succession) | Nominacja |
| 2022 | Nagroda Emmy                      | Najlepszy aktor drugoplanowy w serialu dramatycznym                                 | Sukcesja (Succession) | Nominacja |
| 2022 | Nagroda Stowarzyszenia Krytyków   | Najlepszy aktor drugoplanowy w serialu dramatycznym                                 | Sukcesja (Succession) | Nominacja |
| 2022 | Nagroda Gildii Aktorów Ekranowych | Znakomity występ zespołu w serialu dramatycznym                                     | Sukcesja (Succession) | Wygrana   |